# Slovake.eu
Die mehrsprachige Webseite Slovake.eu ermöglicht das kostenlose Studium der slowakischen Sprache mittels E-Learning. Die angebotenen Sprachkurse verschiedener Stufen (Minikurs für Touristen, Kurse A1 und A2 nach dem Gemeinsamen Europäischen Referenzrahmen) sind in thematische Kapitel eingeteilt und mit Audio- und Videoaufzeichnungen sowie vielen Übungen ausgestattet. Die Seite enthält eine Übersicht der slowakischen Grammatik und Rechtschreibung, ein Übersetzungswörterbuch sowie verschiedene Sprachspiele. Sie bietet außerdem grundlegende und interessante Informationen über die Slowakei und die slowakische Sprache, eine Bibliothek mit Werken slowakischer Autoren sowie die Möglichkeit für registrierte Nutzer, untereinander in Form von Textnachrichten zu kommunizieren. 
Zielgruppe der Seite sind in der Slowakei lebende Ausländer, Partner von Mischehen, Einwohner der Grenzgebiete, im Ausland lebende Slowaken, Slowakisten und Slawisten, Immigranten, Studenten und Touristen. Gegenwärtig steht die Seite in tschechischer, deutscher, englischer, französischer, litauischer, polnischer und slowakischer Sprachversion sowie in Esperanto zur Verfügung.
Das Projekt entstand auf Grund von Erfahrungen, die beim Betreiben der Internetseite lernu!, dem größten Portal zum Lernen von Esperanto, gewonnen wurden. Es ist das erste seiner Art und wurde durch die Europäische Kommission im Rahmen des Programms KA2 – Programm für lebenslanges Lernen unterstützt. Realisator ist die Bürgervereinigung Education@Internet, Partner sind das Sprachwissenschaftliche Institut Ľudovít Štúr der Slowakischen Akademie der Wissenschaften SAV (Slowakei), das Studio GAUS (Deutschland), die Universität Vilnius (Litauen), die Akademie für Informatik, Management und Administration in Warschau (Polen) sowie das Slowakische Zentrum in London (Großbritannien).

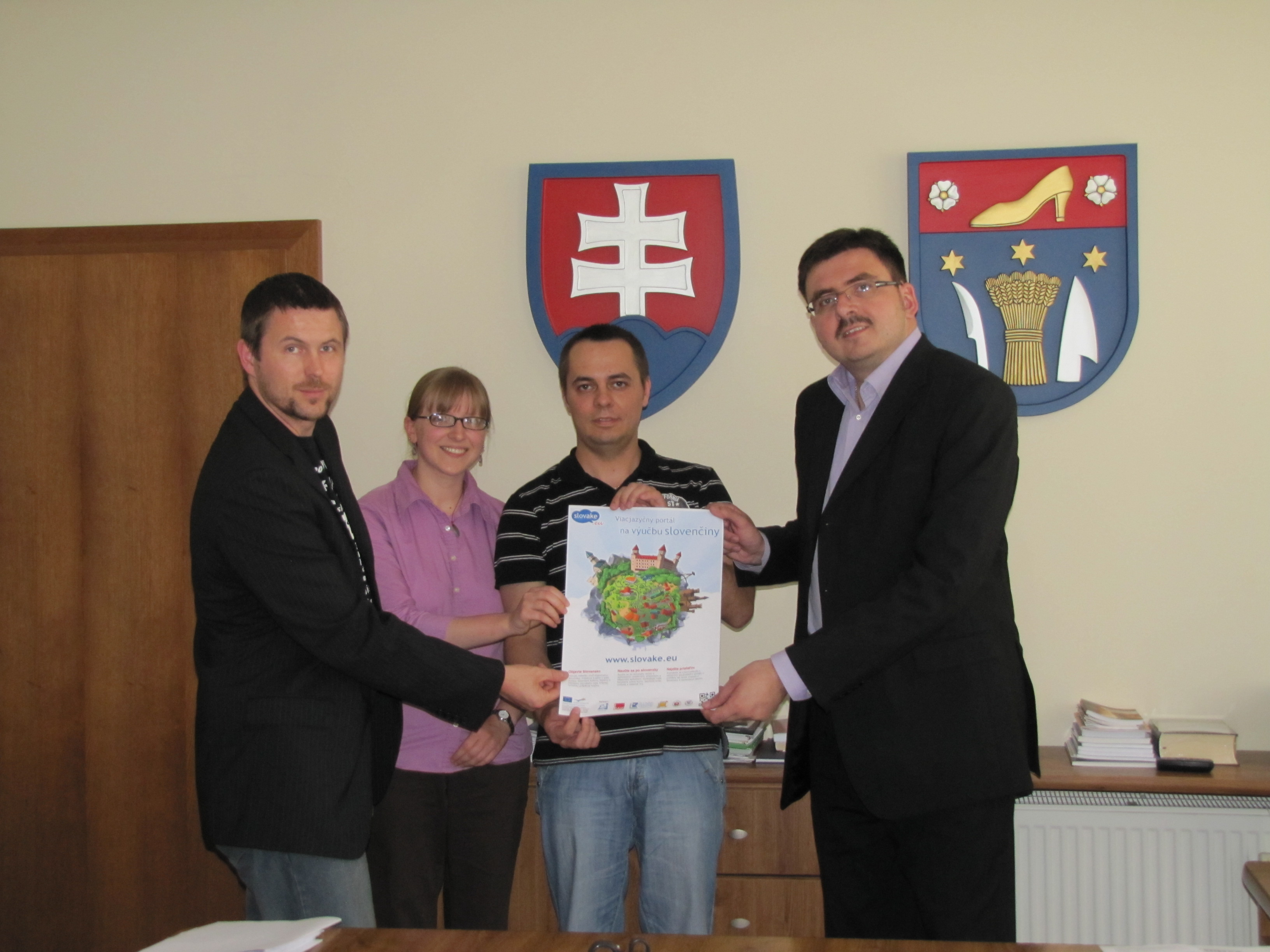
Mitglieder des Teams von Slovake.eu empfangen von Jozef Božik, Bürgermeister von Partizánske, am 9. August 2011.